# F-16 Fighting Falcon
F-16 Fighting Falcon  (Chim Cắt) là một máy bay chiến đấu phản lực đa nhiệm vụ do General Dynamics và Lockheed Martin sản xuất dành riêng cho Không quân Mỹ. Được thiết kế như một máy bay chiến đấu hạng nhẹ, nó đã trở thành một loại máy bay chiến đấu đa nhiệm vụ thành công. Sự linh hoạt và giá thành không quá cao là nguyên nhân dẫn tới thành công của F-16 trên thị trường xuất khẩu, hiện nó đang được sử dụng tại 24 quốc gia. Tính đến năm 2016, F-16 là chương trình máy bay lớn nhất của phương Tây với hơn 4.500 chiếc đã được chế tạo từ khi bắt đầu sản xuất năm 1976. Dù không còn được chế tạo tiếp cho Không quân Mỹ, nó vẫn được chế tạo cho xuất khẩu. Bên cạnh việc phục vụ chính thức trong các đơn vị thuộc không quân, Bộ tư lệnh Không quân dự bị, Bộ tư lệnh Không quân Phòng vệ quốc gia, F-16 còn được chọn là máy bay biểu diễn chính thức của phi đội Thunderbirds của Không quân Hoa Kỳ, dùng làm máy bay chiến đấu đối kháng trong huấn luyện của Hải quân Hoa Kỳ.
Fighting Falcon là loại máy bay tiêm kích thành công với nhiều ưu thế cải tiến như buồng lái hoàn toàn kính dạng bong bóng giúp tăng tầm quan sát, thanh điều khiển bên giúp dễ dàng điều khiển trong điều kiện trọng lực cao, và ghế phi công nghiêng 30 độ giúp giảm hiệu ứng trọng lực lên phi công. Đây cũng là chiếc máy bay chiến đấu đầu tiên có mục đích thiết kế chống lại trọng lực quay vòng lên tới 9g. Nó cũng là một trong số ít máy bay phản lực có tỷ lệ lực đẩy trên trọng lượng lớn hơn một, khiến chiếc Falcon có khả năng tăng tốc rất tốt.
Dù tên chính thức của F-16 là "Fighting Falcon", nó thường được các phi công gọi là "Viper", theo trò chơi Battlestar Galactica chiến tranh giữa các vì sao. Năm 1993 General Dynamics đã bán cơ sở sản xuất máy bay của mình cho Lockheed Corporation, Lockheed Corporation tới lượt mình lại trở thành một phần của Lockheed Martin sau một cuộc sáp nhập năm 1995 với Martin Marietta.
Bên cạnh những ưu điểm, F-16 cũng có những nhược điểm, bao gồm tỷ lệ trục trặc và tai nạn khá cao. Tới tháng 5 năm 2023, F-16 giữ kỷ lục về số vụ tai nạn cũng như tỷ lệ tai nạn trong số các loại tiêm kích thế hệ 4 phổ biến trên thế giới. Đã có 895 chiếc F-16 gặp phải tai nạn (chiếm 19,87% tổng số F-16 được chế tạo), trung bình mỗi năm có 22,4 chiếc F-16 gặp tai nạn trên khắp thế giới. Trong số những chiếc bị tai nạn thì có 659 chiếc bị phá hủy hoàn toàn (chiếm 14,6% tổng số F-16 được chế tạo), nghĩa là cứ 7 chiếc F-16 được sản xuất thì đã có trên 1 chiếc bị phá hủy do tai nạn. Tỷ lệ này cũng cao hơn so với những loại máy bay cùng thời như F-15 (tỷ lệ tai nạn là 10,9%), F/A-18 Hornet (tỷ lệ tai nạn là 13,1%), Su-27 (tỷ lệ tai nạn là 4%), MiG-29 (tỷ lệ tai nạn là 7,9%).

## Lịch sử
Trong thập niên 1960 cả Không quân và Hải quân Hoa Kỳ đều kết luận rằng không chiến trong tương lai sẽ được quyết định bởi các loại tên lửa ngày càng tinh vi. Những chiếc "máy bay chiến đấu tương lai" phải được thiết kế hoạt động ở tầm xa, tốc độ cao, và được trang bị các hệ thống radar rất lớn nhằm phát hiện các máy bay chiến đấu đối thủ ở tầm xa. Điều này khiến chúng trở nên giống với những chiếc máy bay tiêm kích đánh chặn hơn là máy bay chiến đấu cổ điển. Đầu thập niên 1960, cả Không quân và Hải quân đều mong muốn sử dụng chiếc F-111 (khi ấy vẫn đang trong quá trình phát triển với tên gọi TFX) và F-4 Phantom cho các phi vụ tầm xa và trung bình và bổ sung thêm nhiều loại máy bay một động cơ khác gồm cả phiên bản F-100 Super Sabre, F-104 Starfighter, và F-8 Crusader cải tiến. Các chương trình máy bay chiến đấu hai động cơ tương lai đang được triển khai và Không quân đã bắt đầu thay thế các loại máy bay một động cơ cũ để duy trì cả hai loại máy bay cũ và mới trong hoạt động.
Thực tiễn chiến đấu trong Chiến tranh Việt Nam cho thấy sử dụng hỗn hợp cả hai loại máy bay là cần thiết. Những chiếc máy bay chiến đấu của Liên Xô tại Việt Nam chứng minh chúng là những nguy cơ lớn hơn nhiều so với dự tính thiết kế của các loại máy bay Hoa Kỳ. Thậm chí cả khi Hoa Kỳ đạt được tỷ lệ tiêu diệt trên thiệt hại lớn, các trận đánh vẫn cho thấy các thiếu sót của họ. Các tên lửa thời kỳ ấy không có mức độ tin cậy cao, và gặp nhiều hạn chế về việc sử dụng đúng chức năng. Thực tế không chiến luôn diễn ra ở tầm gần nơi tính năng không chiến của máy bay và của các loại vũ khí không đối không tầm ngắn trở nên tối quan trọng. Những chiếc được thiết kế chuyên biệt đánh chặn như F-102 Delta Dagger cũng đã được thử nghiệm trong chiến đấu và cũng gặp phải vấn đề. Dù công việc huấn luyện, học thuyết và khả năng kiểm soát bầu trời của Hoa Kỳ bù đắp được những thiếu sót đó, tuy nhiên đối với một số quan chức trong Không lực Hoa Kỳ, học thuyết dựa hoàn toàn vào tên lửa đã cho thấy là một sai lầm nghiêm trọng. Về sau, các loại máy bay chiến đấu tương lai Hoa Kỳ đều được trang bị pháo (F-15 và F-16).
Đặc biệt, Thiếu tá John Boyd đã phát triển học thuyết duy trì năng lượng trong không chiến, dựa vào những kiểu thiết kế cánh lớn nhằm duy trì khả năng thao diễn. Cánh lớn đồng nghĩa với lực cản lớn trong khi bay, thường khiến máy bay có tầm hoạt động ngắn và tốc độ tối đa thấp (dù cánh lớn cũng có thể mang lại tầm hoạt động lớn nhờ tăng tải trọng và nhiên liệu). Ông cảm thấy rằng đây chính là một sự cân bằng lý tưởng cho một bản thiết kế máy bay chiến đấu "thực tế". Khoảng thời gian đó chiếc F-111 phiên bản hải quân gặp phải các vấn đề nghiêm trọng, và cuối cùng đã bị hủy bỏ dành chỗ cho một bản thiết kế mới, chiếc F-14 Tomcat. Một sự tổng hợp giữa đề xuất về khả năng duy trì năng lượng và thao diễn của Boyd và điều thường được coi là một thất bại của chiếc F-111 trong việc phát triển thành một loại máy bay chiến đấu thích hợp và những ước tính thổi phồng quá mức về khả năng của chiếc MiG-25 khiến Không quân Hoa Kỳ khởi động phát triển một mẫu máy bay chiến đấu của riêng họ, chiếc F-15 Eagle.
Không lâu trước khi chiếc F-15 bắt đầu bước vào giai đoạn trở thành mẫu thiết kế rất lớn có lẽ để trở thành một loại "F-111 mark II". Boyd phản đối bản thiết kế này, và đã thuyết phục một số người rằng chiếc F-15 quá to và đắt, nó cần được bổ sung bởi một số lượng lớn các máy bay chiến đấu nhỏ hơn như những chiếc máy bay chiến đấu hai động cơ trước đó. Một nhóm các bên có quan tâm đã hình thành nên cái tự gọi mình là "fighter mafia" và thảo luận về việc phát triển loại Máy bay chiến đấu hạng nhẹ. Cuối cùng họ được cấp một số vốn nhỏ, chỉ $149.000 (~$715.000 theo thời giá năm 2000) để tiến hành nghiên cứu một bản thiết kế như vậy. Northrop luôn là hãng ủng hộ các bản thiết kế hạng nhẹ và đã liên tục phát triển các kế hoạch về một loại máy bay chiến đấu thay thế F-5 Freedom Fighter, và họ được nhận $100.000. General Dynamics, đang tìm cách khôi phục lại hình ảnh của mình sau dự án F-111 gây nhiều tranh cãi, được nhận số tiền còn lại.
Tháng 5 năm 1971 Quốc hội Hoa Kỳ ra một bản báo cáo phê phán gay gắt cả hai chương trình F-14 và F-15. Họ đề xuất cấp vốn cho chương trình Máy bay chiến đấu hạng nhẹ với số tiền $50 triệu và sẽ cấp thêm $12 triệu trong năm sau đó. Nhiều công ty đệ trình đề xuất của mình, nhưng General Dynamics và Northrop đều đã tiến xa trong chương trình của mình và vì thế cả hai công ty được yêu cầu sản xuất nguyên mẫu cho một cuộc cạnh tranh đối đầu. Những chiếc nguyên mẫu sẵn sàng năm 1974, và nhiều cuộc thử nghiệm kỹ lưỡng cho thấy chiếc YF-16 của General Dynamics nổi trội hơn, và giành chiến thắng.
Tới thời điểm đó nhiều nước cũng đang tìm kiếm những chiếc máy bay đa nhiệm vụ nhằm thay thế cho những chiếc F-104G và các loại máy bay cũ của mình. Khi ấy, chương trình Máy bay chiến đấu hạng nhẹ chỉ đơn giản là một chương trình đánh giá và không có kế hoạch đặt hàng, nhưng khả năng mua hàng của châu Âu khiến Lầu Năm Góc phải suy tính lại. Không quân khi ấy tìm kiếm một loại máy bay chiến đấu đa nhiệm vụ để thay thế chiếc F-105, vì thế chương trình được đổi tên lại thành Air Combat Fighter (ACF). Tháng 9 năm 1974, Không quân thông báo kế hoạch mua 650 chiếc ACF. Ngày 13 tháng 1 năm 1975, Bộ trưởng Không quân John McLucas thông báo việc lựa chọn YF-16, loại bỏ loại YF-17 của Northrop.
F-16 Fighting Falcon bán rất chạy ở Trung Đông. Do đơn đặt hàng của Oman trị giá tới 3,5 tỷ USD, hãng Lockheed Martin sẽ phải tiếp tục duy trì sản xuất máy bay tiêm kích F-16 cho tới năm 2013-2015.
F-16 được dự định tiếp tục hoạt động trong Không quân Hoa Kỳ tới năm 2025.

## Các đặc tính thiết kế

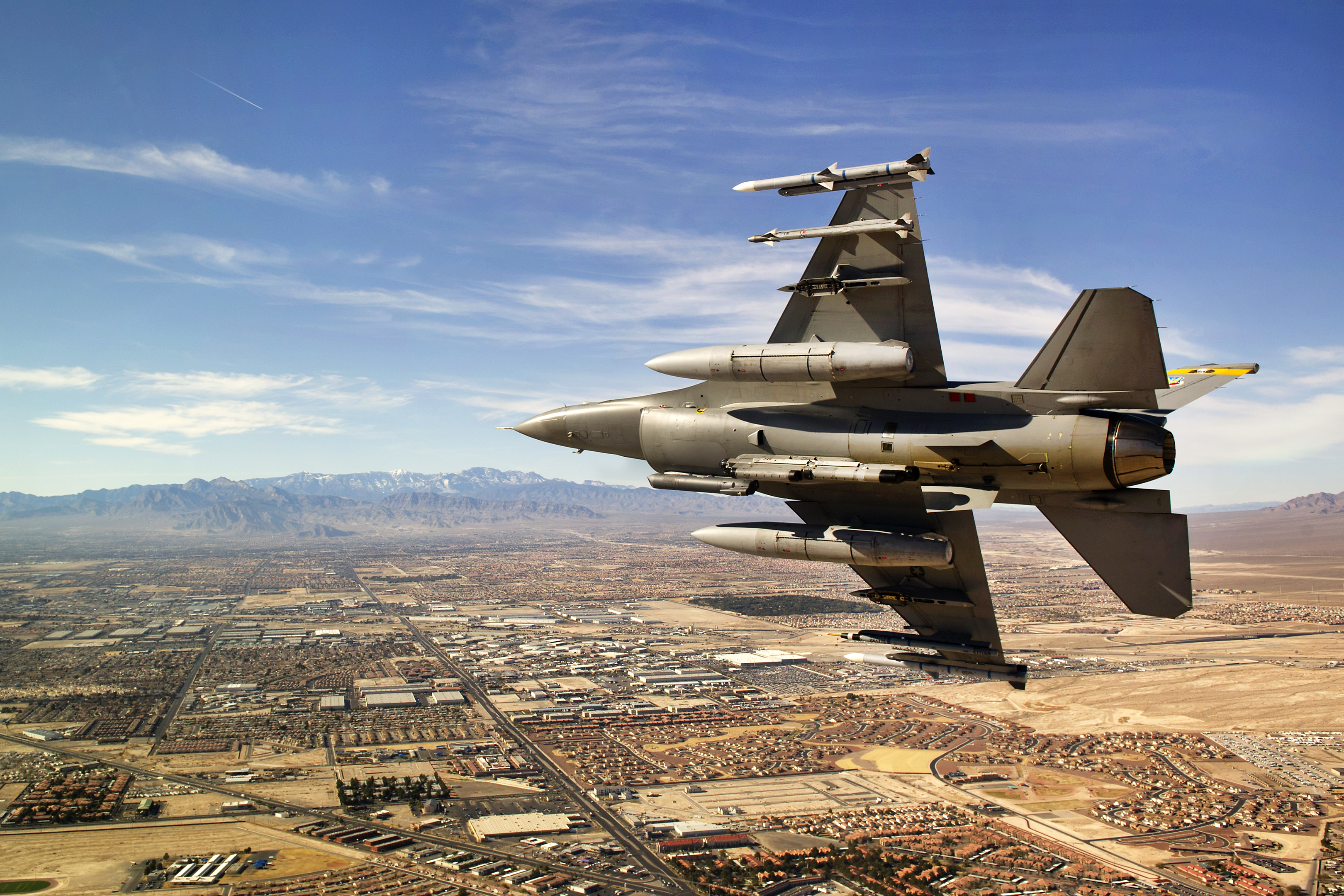
Một F-16 của Không quân Hoa Kỳ bay ở phía bắc Las Vegas

F-16 là máy bay chiến thuật đa nhiệm vụ, một động cơ. Nó được trang bị một súng M61 Vulcan ở gốc cánh trái, và hầu như luôn mang theo hai tên lửa AIM-9 Sidewinder, mỗi chiếc ở một đầu mút cánh hay trên ray riêng. Các phiên bản gần đây hơn có thể được trang bị thay thế bằng loại AIM-120 AMRAAM. Nó cũng có thể được trang bị rất nhiều kiểu tên lửa từ không đối không đến đất đối đất, rocket hay bom, trên các mấu cứng dưới cánh.

Ngay từ đầu, F-16 được dự định để trở thành một loại "ngựa thồ" đa năng hiệu suất cao, có thể thực hiện nhiều kiểu nhiệm vụ và liên tục sẵn sàng xuất kích. Nó đơn giản và nhẹ hơn các kiểu máy bay trước đó, nhưng có hình dạng khí động học và hệ thống điện tử hiện đại (gồm cả là chiếc máy bay đầu tiên áp dụng fly-by-wire, khiến nó được trao tên hiệu "máy bay phản lực điện tử") để duy trì tính năng hoạt động tốt.

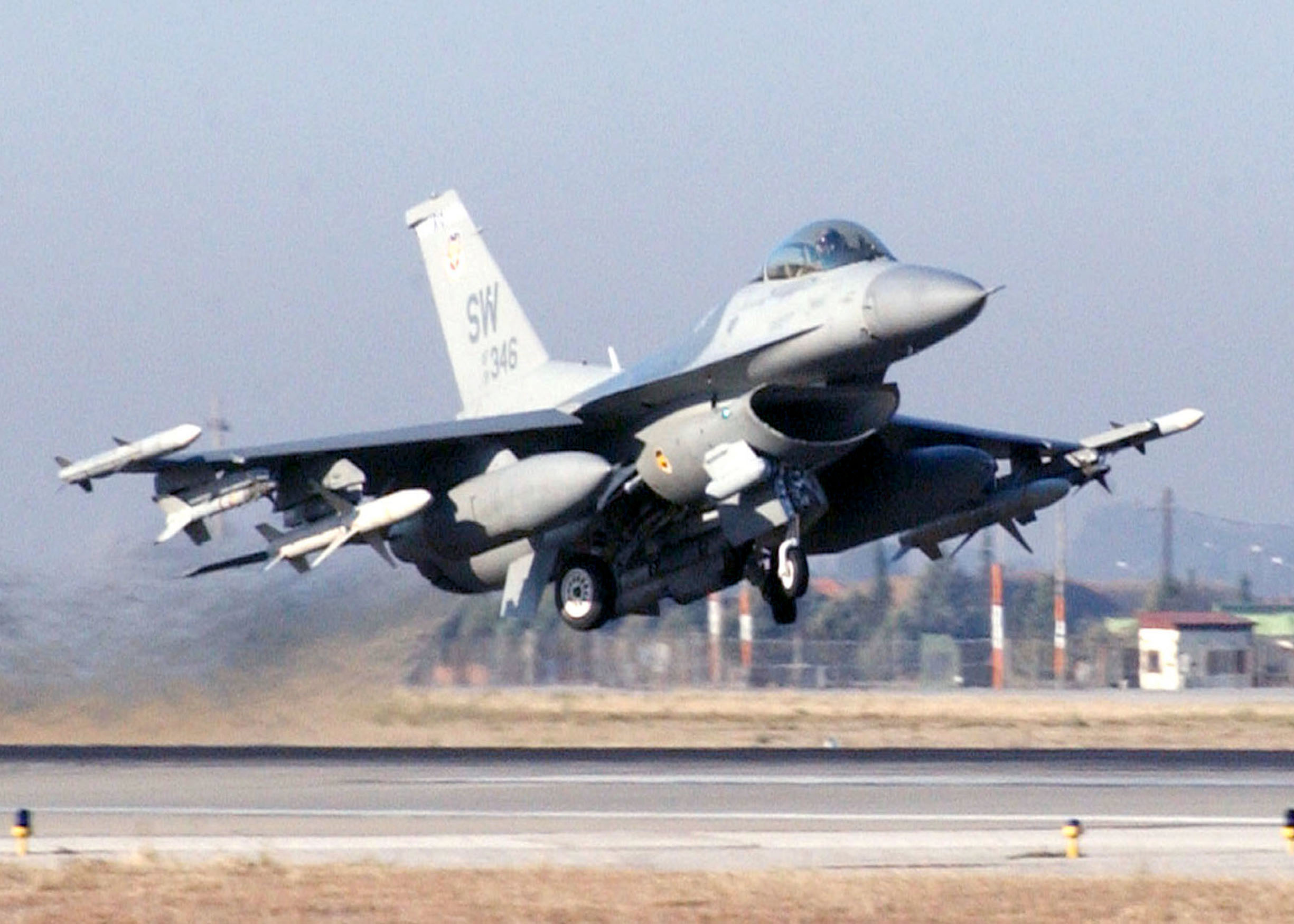
F-16CJ Fighting Falcon mang tên lửa không đối không và SEAD

### Thiết kế phù hợp với người sử dụng và tầm nhìn
Vị trí ngồi của phi công được bố trí cao trên thân máy bay với vòm đỡ kính buồng lái đặt phía sau không che khuất tầm nhìn của anh ta. Đặc điểm này và kiểu buồng lái kính tạo cho phi công tầm nhìn không hạn chế, một yếu tố sống còn trong không chiến. Ghế ngồi ngả 30 độ (các kiểu ghế khác thường chỉ ngả 13 độ) giúp phi công chịu đựng tốt khi tăng tốc (trọng lực). Thanh điều khiển được lắp đặt phía cạnh tay phải chứ không phải ở giữa hai chân như cách truyền thống, giúp tăng khả năng điều khiển khi quay vòng ở tốc độ lớn. Ngoài ra, hệ thống Hiển thị trên mũ bay (HUD) cung cấp các thông tin quan trọng ngay trong tầm nhìn của phi công.
Ngoài hệ thống HUD, nhiều đặc điểm thiết kế trên vẫn còn gây tranh cãi cho đến tận ngày nay. Thanh điều khiển lắp bên khiến phi công khó "đổi tay" để điều khiển các thiết bị khác trong buồng lái bằng tay phải, thường buộc họ phải dùng tay trái điều khiển tất cả các nút bấm phía giữa hay bên phải buồng lái (phía bên phải ít gặp hơn). Ghế ngồi ngả khiến phi công rất khó nhìn trực tiếp về phía sau. Đã có ý kiến cho rằng khả năng chống chịu với trọng lực của kiểu thiết kế này hầu như bằng không, và lý do thực sự để bố trí ghế có góc ngả lớn như vậy là để chiếc ghế có thể được lắp đặt vừa vào trong buồng lái. Chính vòm kính buồng lái cũng gặp phải vấn đề vì nó dày hơn vòm kính ở hầu hết các loại máy bay khác, bởi trên những máy bay này chỉ phần giữa khung buồng lái và mũi cần phải được chế tạo đủ dày để bảo vệ chống lại chim lao vào máy bay. Vòm kính buồng lái F-16 nói chung rất dày, và vì thế khá nặng.
Cũng cần lưu ý rằng một số đặc điểm thiết kế đó đã được áp dụng trên những bản thiết kế máy bay mới hơn. Chiếc F-22 sử dụng kiểu vòm kính buồng lái một mảnh như F-16, dù chiếc F-35 và Eurofighter Typhoon không làm như vậy. Các góc ghế ngồi trên các loại máy bay khác nói chung đều nhỏ hơn F-16, bình thường chỉ khoảng 15 độ. Cả chiếc F-22 và F-35 đều có thân trước sâu hơn F-16, vốn cần phải rất nông để tránh tác động bất lợi của dòng khí vào cửa hút gió mũi.

### Hệ thống Fly by wire

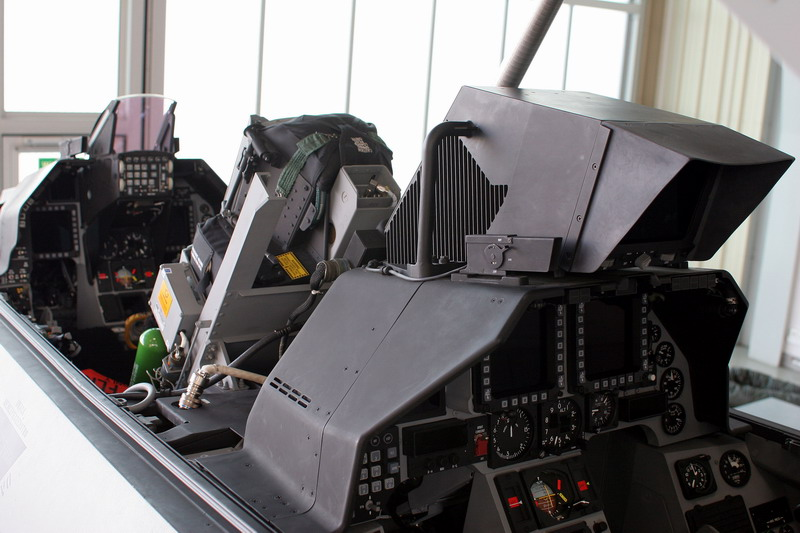
Buồng lái F-16 của Không quân Ba Lan

Chiếc F-16A/B sử dụng một hệ thống kiểm soát bay fly-by-wire và không hề có đường kết nối cơ khí nào giữa thanh điều khiển và các cánh nâng bên ngoài. Hệ thống kiểm soát bay trên những chiếc đầu tiên thuộc dạng máy tính analogue và đã được nâng cấp thành máy tính số trên các model C/D. Vì sự bất ổn định luôn xuất hiện trong khi bay nên hệ thống kiểm soát máy tính rất cần thiết, một thiết bị giúp ổn và nâng cao khả năng thao diễn của máy bay.
Vì thiếu các đường kết nối cơ khí giữa thanh điều khiển và các cánh nâng bên ngoài nên thiết kế cần điều khiển có một điểm khá khác thường: ban đầu, nó không di chuyển được. Thay vào đó cần điều khiển xác định áp lực do phi công tạo ra và tùy theo đó để điều khiển máy bay. Kiểu thiết kế này khiến phi công không thoải mái và khó điều chỉnh máy bay, vì thế sau này cần điều khiển đã được sửa đổi để hơi chuyển động được (chưa tới một phần tư inch (6 mm) theo mọi hướng).
Máy tính trên khoang thực hiện hàng ngàn phép tính và sửa đổi trong mỗi giây giữ máy bay hoạt động, cho phép phi công thoải mái tập trung vào việc thi hành các nhiệm vụ. Máy tính bổ sung cũng cho phép thực hiện phối hợp bay tự động, sử dụng tất cả các cánh nâng ngoài (gồm cả đuôi lái) để giữ máy bay không rơi vào trạng thái nguy hiểm hay thậm chí những tình trạng nguy hiểm tiểm tàng như sự trượt) hay lạng không chủ đích. Đặc điểm này khiến các phi công thường nói: "Anh không lái chiếc F-16; nó lái anh".

### Cấu hình cánh và đường ván
Các cuộc nghiên cứu khí động học đầu thập niên 1960 cho thấy hiện tượng được gọi là "nâng cuộn xoáy" (vortex lift) có thể được lợi dụng khi sử dụng cấu hình cánh rất nghiêng, như kiểu cánh máy bay siêu âm Concorde và chiếc Viggen có cánh mũi của Thụy Điển. Những hiệu ứng thuận lợi đó ảnh hưởng tới khả năng nâng của máy bay và cho phép cánh close-coupled được mở rộng để tạo góc tấn công lớn hơn thông qua việc sử dụng một dòng khí nâng ngoài cánh của một diện tích cánh nhỏ hơn. Mép trước phía ngoài cánh phần thân trước ví thế sẽ làm tăng các lực nâng và tạo lực nâng phụ cho máy bay.
Việc khai thác hiện tượng khí động học này đã ảnh hưởng tới thiết kế cánh chiếc F-16, với cánh hình tam giác xén và đường ván thân cánh dài, và được coi là một trong những yếu tố then chốt mang lại tính năng thao diễn cao của loại máy bay này.

### Khả năng ổn định tĩnh âm
Một chiếc máy bay với khả năng ổn định tĩnh âm, nếu không được điều khiển, sẽ mất cân bằng và điều khiển. Đa số máy bay được thiết kế với khả năng ổn định tĩnh dương, theo đó máy bay sẽ có xu hướng trở lại tư thế cũ sau khi bị rối loạn. Tuy nhiên, khả năng ổn định tĩnh dương làm giảm khả năng thao diễn của máy bay, bởi xu hướng hồi phục về tư thế cũ trái ngược hoàn toàn với nỗ lực điều khiển bay của phi công; vì thế, một chiếc máy bay có khả năng ổn định tĩnh âm sẽ có khả năng thao diễn cao hơn. Với hệ thống kiểm soát bay fly-by-wire, chiếc máy bay vẫn có thể bay ổn định, các máy tính sẽ kiểm tra và xử lý sự bất ổn định trong khi bay.
YF-16 là chiếc máy bay đầu tiên trên thế giới có kiểu thiết kế hơi bất ổn định về mặt khí động học. Đặc điểm này đã được chính thức gọi tên là "khả năng ổn định nghỉ." Ở các tốc độ siêu âm, máy bay liên tục ở tình trạng vượt ngoài tầm điều khiển. Khuynh hướng này luôn được FLCC (Máy tính Kiểm soát Bay) và sau này là DFLCC (Máy tính Kiểm soát Bay Số) điều chỉnh và sửa chữa, cho phép máy bay bay ổn định. Khi ở tốc độ siêu âm máy bay có khả năng ổn định tĩnh dương vì các lực nâng khí động học thay đổi giữa dưới siêu âm và siêu âm.

## Hoạt động chiến đấu

F-16 thuộc Không quân Hoàng gia Na Uy quay về sau khi thực hiện nhiệm vụ. Những chiếc F-16 của Na Uy và Không quân Hoàng gia Hà Lan là một phần của Lực lượng Hỗ trợ An ninh Quốc tế (ISAF) của NATO tại miền nam Afghanistan, 2006.

Vì có mặt trong lực lượng không quân nhiều quốc gia trên thế giới, những chiếc F-16 đã tham gia vào nhiều cuộc xung đột, đa số chúng tại khu vực Trung Đông.

### Trung Đông
Năm 1981, tám chiếc F-16 của Israel đã tham gia vào một cuộc ném bom phá hủy lò phản ứng hạt nhân Osiraq của Iraq gần Baghdad. Cùng trong năm ấy Không quân Israel đã lần đầu tiên sử dụng F-16 để "tiêu diệt" máy bay địch trong không chiến, bắn hạ một chiếc máy bay trực thăng Mi-8 và một chiếc phản lực MiG-21 của Syria. Năm sau, trong Chiến dịch Hòa bình cho Galilee (Chiến tranh Liban) những chiếc F-16 của Israel đã tham chiến với những chiếc máy bay MiG-21, MiG-23 của Syria và nhiều lần giành thắng lợi. Những chiếc F-16 cũng đã được sử dụng sau đó trong vai trò tấn công mặt đất chống lại các mục tiêu tại Liban.
Trong chiến tranh Xô viết-Afghanistan, những chiếc F-16 của Không quân Pakistan đã bắn hạ ít nhất 10 chiếc máy bay ném bom mặt đất của Afghanistan và Xô viết (1986-1988). Cũng trong cuộc xung đột biên giới này những chiếc F-16 đã chứng minh khả năng trong các trận chiến hỗn loạn dưới sự điều khiển của các phi công thuộc Không quân Pakistan. Ngược lại, nguồn của Nga cho biết MiG-23 của họ đã bắn hạ 8 máy bay các loại Pakistan (trong đó có ít nhất 1 chiếc F-16).

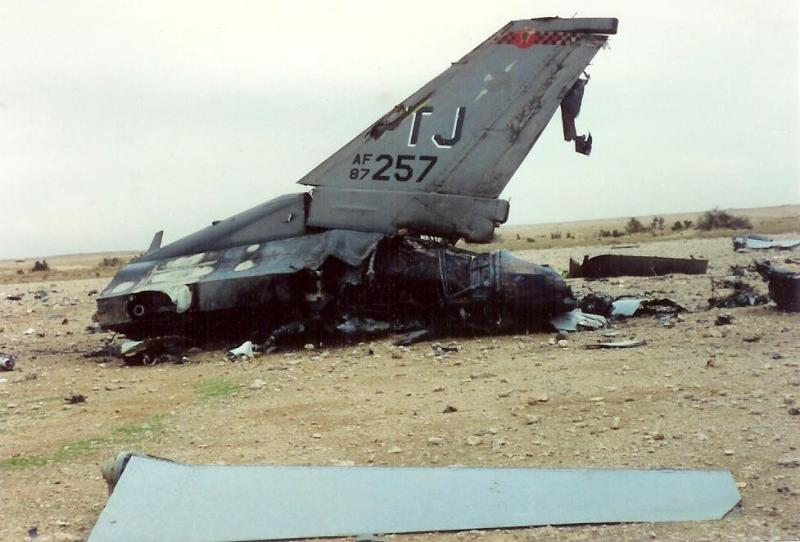
Một chiếc F-16C bị bắn rơi trong chiến dịch Bão táp Sa mạc

Theo những nguồn tin của Liên Xô/Nga, trong suốt cuộc chiến tháng 6 năm 1982 tại thung lũng Bekaa, những chiếc MiG-23 của Syria đã hạ ít nhất là 5 chiếc F-16 của Israel, đối lại có 3 chiếc MiG-23 bị F-16 bắn hạ. Vào ngày 7 tháng 6-1982, 3 chiếc MiG-23MF của Syria (phi công lái là Hallyak, Said, và Merza) tấn công một nhóm F-16. Đại úy Merza đã bắn rơi 2 chiếc F-16 với tên lửa R-23 (AA-7 'Apex') (một chiếc ở cách 9 km, chiếc còn lại trong khoảng 8 km) trước khi Merza bị bắn hạ. Ngày 8 tháng 6-1982, 2 chiếc MiG-23MF khác lại gặp một nhóm F-16. 1 chiếc MiG-23 bắn hạ 1 chiếc F-16 bằng tên lửa R-23 từ khoảng cách 7 km trước khi chính nó lại bị bắn hạ bằng tên lửa AIM-9 Sidewinder từ chiếc F-16 khác. Ngày 9 tháng 6-1982, 2 chiếc MiG-23 phi công lái là Dib và Said, tấn công một nhóm F-16. Dib đã bắn hạ một chiếc F-16 từ xa 6 km bằng tên lửa R-23, nhưng sau đó cũng bị bắn hạ bằng tên lửa Sidewinder.
Trong Chiến dịch Bão táp Sa mạc năm 1991, 249 chiếc F-16 của Không quân Hoa Kỳ đã tiến hành hơn 13.000 lần xuất kích tấn công vào các mục tiêu tại Iraq, loại máy bay được sử dụng nhiều nhất trong Liên quân. 5 chiếc F-16 đã bị mất trong chiến đấu, ba vì tên lửa không đối không (AAM), một do bom nổ sớm, và một vì động cơ cháy. Riêng trong ngày 19/1/1991, có 2 chiếc bị mất: chiếc F-16C số hiệu 87-0228 bị bắn rơi bởi tên lửa phòng không 2K12 Kub (SA-6), và chiếc F-16C số hiệu 87-0257 bị bắn rơi bởi tên lửa phòng không S-125 (SA-3), cả 2 phi công nhảy dù và bị bắt. Ngày 27/2/1991, 1 chiếc F-16C số hiệu 84-1390 bị bắn rơi bởi tên lửa phòng không vác vai 9K38 Igla (SA-16)
Những chiếc F-16 đã quay lại Iraq năm 1998 một phần trong Chiến dịch Cáo Sa mạc với vai trò ném bom và một lần nữa năm 2003 trong Chiến dịch Iraq Tự do, trong vai trò hỗ trợ và SEAD.
Năm 2002, một biệt đội thuộc ba quốc gia được gọi là Các Lực lượng Không quân châu Âu Tham chiến gồm 18 chiếc F-16 của Đan Mạch, Hà Lan và Na Uy đã được triển khai tại Căn cứ Không quân Manas tại Kyrgyzstan với vai trò bảo vệ hỗ trợ cho Chiến dịch Tự do Bền vững tại Afghanistan.
Những chiếc F-16 của Hoa Kỳ cũng đã tham gia vào Cuộc tấn công Iraq 2003. Một chiếc F-16 đã lao xuống đất tháng 6 năm 2003 trong lãnh thổ Iraq vì hết nhiên liệu.
Ngày 7 tháng 6 năm 2006, những chiếc F-16 đã thực hiện hai cuộc tấn công giết chết Abu Musab Al-Zarqawi, lãnh đạo Al-Qaeda tại Iraq, với hai quả bom 500 lb phá hủy ngôi nhà trú ẩn của al-Qaeda nơi hắn đang ở trong.
Những chiếc F-16 của Israel được tin là đã tham gia vào cuộc Chiến tranh Liban 2006, bởi chiếc máy bay này được ghi nhận đã đóng vai trò máy bay ném bom chính cho Các lực lượng Phòng vệ Israel. Vai trò chính xác của những chiếc F-16 trong cuộc xung đột này không được tiết lộ ra công chúng cho tới cuối tháng 6 năm 2006 nhưng được cho là rất lớn. Một chiếc F-16 I của Các lực lượng Phòng vệ Israel được thông báo đã đâm xuống đất ngày 19 tháng 7 khi một trong những chiếc lốp của nó phát nổ khi cất cánh tại một căn cứ quân sự tại Negev Liban. Phi công đã thoát ra an toàn và không có thiệt hại nhân mạng dưới mặt đất. 

### Nam Tư
Những chiếc F-16 cũng đã được NATO sử dụng trong các chiến dịch gìn giữ hòa bình tại Bosnia giai đoạn 1994-95 (một chiếc bị tên lửa đất đối không SA-6 bắn hạ, dẫn tới chiến dịch tìm kiếm và giải cứu Đại úy Scott O'Grady)
Trong Chiến dịch Lực lượng Liên quân năm 1999 tại Nam Tư, hai chiến thắng trong không chiến đã được những chiếc F-16 thực hiện (một bởi chiếc F-16 thuộc Không quân Hoàng gia Hà Lan bắn hạ một chiếc MiG-29 của Serbia bằng một quả tên lửa AMRAAM). Đối lại, một chiếc F-16C số hiệu 88-0550 (phi công là trung tá David Goldfein, chỉ huy của phi đội tiêm kích 555) đã bị bắn hạ bởi tên lửa phòng không SA-3 của Nam Tư. Ngoài ra, Nam Tư tuyên bố MiG-29 của họ đã bắn rơi 2 chiếc F-16, nhưng phía Mỹ không công nhận.

### Xung đột Ấn Độ - Pakistan
Từ tháng 2 năm 2006, tám chiếc F-16 thuộc Không quân Hoàng gia Hà Lan, và bốn chiếc thuộc Không quân Hoàng gia Na Uy đã hỗ trợ các lực lượng ISAF dưới mặt đất tại các tỉnh miền nam Afghanistan. Biệt đội này được gọi là Phi đội Không quân Viễn chinh Tham chiến châu Âu Hà Lan-Na Uy (1 NLD/NOR EEAW).  Lưu trữ ngày 27 tháng 5 năm 2008 tại Wayback Machine Ngày 31 tháng 8 một phi công thuộc Không quân Hoàng gia Hà Lan đã thiệt mạng khi chiếc máy bay của anh ta đâm xuống đất do tai nạn tại tỉnh Ghazni.
Ngày 27/2/2019, theo nguồn tin từ phía Ấn Độ thì 8 tiêm kích Ấn Độ và 24 chiến đấu cơ Pakistan đã tham gia trận không chiến lớn nhất từ năm 1971 giữa hai nước. Đội hình của Pakistan gồm 8 tiêm kích F-16, 4 chiến đấu cơ Mirage III, 4 máy bay JF-17 cùng 8 phi cơ hộ tống, trong khi Ấn Độ đã triển khai 4 tiêm kích hạng nặng Su-30MKI, hai chiến đấu cơ Mirage 2000 cải tiến và hai máy bay MiG-21 nâng cấp (MiG-21 Bison) để đánh chặn. Ấn Độ cũng tuyên bố chiếc MiG-21 của Thượng tá Abhinandan Varthaman đã dùng tên lửa Vympel R-73 bắn rơi 1 tiêm kích F-16 của Pakistan, ngay sau đó một tên lửa đối không tầm trung AIM-120 AMRAAM phóng từ 1 chiếc F-16 khác đã đánh trúng chiếc MiG-21 của Varthaman, buộc phi công này phải nhảy dù Đây được coi là một bất ngờ lớn, khi mà MiG-21 với tuổi đời 50 năm (dù đã được nâng cấp) nhưng vẫn có thể bắn hạ được 1 chiếc tiêm kích hiện đại thế hệ 4 do Mỹ chế tạo. Nhà báo Italia David Cenciotti, người điều hành trang web The Aviationist nổi tiếng, bình luận: "Nếu được xác nhận thì thông tin đó đúng là rất đáng quan tâm, bởi một lần nữa chứng tỏ rằng, khi giao chiến trên không, không phải lúc nào phương tiện hiện đại hơn, uy lực hơn (trong trường hợp này là F-16 Block 52) cũng đều sẽ giành chiến thắng. Nhiều yếu tố khác cần phải được xem xét tới: Kỹ thuật của phi công, sự yểm trợ từ các phương tiện khác (gồm cả máy bay chiến đấu và cảnh báo sớm trên không), radar mặt đất... MiG-21 Bison là phiên bản nâng cấp từ mẫu MiG-21 cơ bản do Nga chế tạo. Mặc dù thiết kế của nó đã lỗi thời, nhưng khả năng linh hoạt và tăng tốc của nó cùng kính ngắm gắn trên mũ phi công kết hợp với tên lửa không đối không R-73 là những yếu tố biến MiG-21 trở thành đối thủ đáng sợ thực sự, ngay cả với những tiêm kích hiện đại hơn..."
Tạp chí Foreign Policy đưa tin rằng phía Mỹ đã tiến hành kiểm tra F-16 theo yêu cầu của Pakistan và xác nhận không thiếu chiếc nào, trái với tuyên bố của không quân Ấn Độ rằng họ đã bắn hạ một chiếc. Tuy nhiên, mấy ngày sau đó, nhiều tờ báo Ấn Độ như Defense world, Asianage và Hindustan Times tuyên bố rằng phát ngôn viên Bộ Quốc phòng Hoa Kỳ nói họ không có cuộc điều tra nào về số lượng máy bay F-16 của Pakistan để xác định xem nước này có bị mất một chiếc trong trận không chiến với Ấn Độ vào ngày 27/2 hay không. Theo Washington Post thì giống như Lầu năm góc, Bộ Ngoại giao Mỹ vẫn chưa đưa ra bất kỳ tuyên bố công khai nào về số lượng F-16 của Pakistan, vì thế không thể khẳng định hay phủ định được nguồn tin của Tạp chí Foreign Policy.
Phía Ấn Độ thì đưa ra những hình ảnh hiển thị radar chưa được bên thứ 3 kiểm chứng nhằm chứng minh rằng chiếc F-16 của Pakistan đã bị bắn rơi, theo đó 1 máy bay cảnh báo sớm trên không của Ấn Độ đã xác định được tín hiệu của 3 chiếc F-16 và thấy một trong số đó đã biến mất hoàn toàn sau trận không chiến Tuy nhiên Pakistan đưa ra mảnh vỡ của 4 quả tên lửa của MiG-21 với đầu dò và động cơ để bác bỏ tuyên bố của phía Ấn Độ, bởi tiêm kích MiG-21 Bison trong biên chế không quân Ấn Độ chỉ mang được tối đa 4 tên lửa trong một lần xuất kích và Pakistan căn cứ vào đó để khẳng định chiếc MiG-21 của Ấn Độ chưa kịp phóng tên lửa khi bị bắn hạ. Phát ngôn viên quân đội Pakistan, Thiếu tướng Asif Ghafoor nói với các phóng viên ở Rawalpindi: "Trong thời đại ngày nay, việc che giấu máy bay bị bắn rơi là không thể." Theo báo the Driver thì phía Ấn Độ chưa cung cấp được bằng chứng nào về vụ bắn hạ F-16 ngoài sự biến mất của F-16 trên màn hình radar. Địa hình đồi núi và sự lộn xộn trên mặt đất có thể tạm thời che giấu hiển thị F-16 trên radar, và không có dấu hiệu cho thấy Pakistan đã tổ chức cứu hộ để tìm kiếm phi công của chiếc F-16 nào. Cũng không có bằng chứng hình ảnh hoặc video, thậm chí là hình ảnh chưa được xác nhận từ những người ngoài cuộc về bất kỳ vị trí va chạm nào khác, ngoài MiG-21 sau trận chiến. Phía Pakistan cũng tuyên bố loại máy bay đã bắn hạ chiếc MiG-21 của Ấn Độ không phải là F-16, mà là loại máy bay JF-17 Thunder rẻ tiền, sản phẩm hợp tác chế tạo giữa Trung Quốc và Pakistan JF-17 là 1 máy bay chiến đấu hạng nhẹ giả rẻ do Trung Quốc sản xuất, có kích cỡ tương đương F-16, radar của máy bay có tầm hoạt động không lớn hơn đáng kể so với radar của các bản MiG-21 nâng cấp, cộng thêm tốc độ và khả năng leo cao cũng thua kém MiG-21.
Để chứng minh rằng thực sự F-16 đã bị rơi, Ấn Độ đã lấy chính mảnh xác tên lửa Pakistan bắn rơi MiG-21 của mình ra để minh họa ngược lại rằng MiG-21 Bison đã tiêu diệt thành công F-16 và nếu mảnh tên lửa găm vào máy bay bị rơi là tên lửa AIM-120 thì máy bay đó phải là F-16 chứ không thể nào là JF-17 do các tiêm kích JF-17 mà Không quân Pakistan sử dụng đều được tích hợp tên lửa do Trung Quốc sản xuất. Việc Không quân Pakistan cho biết JF-17 đã bắn rơi MiG-21 chứ không phải F-16 rất có thể để nhằm tránh sự trừng phạt của Mỹ, vì Washington chưa chấp nhận cho Islamabad mang F-16 sử dụng nhiệm vụ nào ngoài chống khủng bố.

## Độ tin cậy
So với một số loại máy bay tiêm kích thế hệ 4 khác,F-16 có khả năng chiến đấu tốt nhờ thiết kế nhỏ gọn khiến nó nhanh nhẹn cơ động hơn các máy bay hạng nặng.
Theo tính toán, số giờ bảo dưỡng trên mỗi giờ bay của MiG-29 là 11,3 giờ (MiG-29M là 11 giờ). Để so sánh, thông số tương ứng của F-16C là 18 giờ và F/A-18C Hornet là 16-18 giờ Như vậy, mức yêu cầu thời gian bảo trì của F-16 cao hơn 60% so với MiG-29 của Nga, và cao hơn 10% so với F/A-18C Hornet.
Thời gian trung bình giữa các lần xảy ra trục trặc trên không và trên mặt đất của MiG-29 là 13,6 giờ (MiG-29M là 7,3 giờ). Để so sánh, thông số tương ứng của F-16C là 2,9 giờ và F/A-18C Hornet là 3,7 giờ Như vậy, tỷ lệ gặp trục trặc của F-16 cao hơn khoảng 2,5 - 4,6 lần so với MiG-29 của Nga, và cao hơn 22% so với F/A-18C Hornet.
Tỷ lệ trục trặc cao của F-16 tất nhiên sẽ dẫn tới việc nó có tỷ lệ rơi do tai nạn cao hơn khá nhiều so với các loại máy bay tiêm kích thế hệ 4 khác.

## Tỷ lệ số vụ tai nạn
Tính từ năm 1980 đến giữa năm 2020, đã có 511 chiếc F-16 trong quân đội Mỹ gặp phải tai nạn (trung bình mỗi năm có 12,8 chiếc F-16 bị tai nạn). So với 2.256 chiếc F-16 được chế tạo cho quân đội Mỹ thì tỷ lệ tai nạn là 22,7%.
Tính từ năm 1980 đến giữa năm 2020, đã có 383 chiếc F-16 của tất cả các nước không phải Mỹ bị phá hủy do tai nạn (trung bình mỗi năm có 9,6 chiếc bị tai nạn)
Tổng cộng từ khi được sản xuất hàng loạt (năm 1980) tới tháng 6 năm 2020, đã có 894 chiếc F-16 gặp phải tai nạn (chiếm 19,87% tổng số F-16 được chế tạo), trung bình mỗi năm có 22,4 chiếc F-16 gặp tai nạn trên khắp thế giới. Trong số những chiếc bị tai nạn thì có 658 chiếc bị phá hủy hoàn toàn (chiếm 14,6% tổng số F-16 được chế tạo), nghĩa là cứ 7 chiếc F-16 được sản xuất thì đã có 1 chiếc bị phá hủy do tai nạn. Tỷ lệ này cũng cao hơn nhiều so với những loại máy bay cùng thời như F-15 (tỷ lệ tai nạn là 10,1%), F/A-18 Hornet (tỷ lệ tai nạn là 12%), Su-27 (tỷ lệ tai nạn là 4%), MiG-29 (tỷ lệ tai nạn là 7,9%).

### Các vụ tai nạn đáng chú ý

Một phi công phóng ra khỏi chiếc F-16 ngay trước khi đâm xuống tại triển lãm hàng không vào Tháng Chín 2003.

- Vào ngày 15 tháng 9 năm 2003, một chiếc Thunderbird F-16C của Không quân Hoa Kỳ đã bị rơi trong một cuộc thao diễn diễn tại căn cứ không quân Mountain Home, Idaho. Phi công Christopher Stricklin đã cố gắng sử dụng động cơ Split S dựa trên độ cao mực nước biển trung bình không chính xác của sân bay. Leo lên đến độ cao 1.670 ft (510 m) so với mặt đất thay vì 2.500 ft (760 m), Stricklin đã không đủ độ cao để hoàn thành động tác biểu diễn, nhưng có thể hướng máy bay ra khỏi khán giả và tăng tốc ít nhất một giây để tránh xa đám đông trước khi va chạm. Stricklin sống sót chỉ với những thương tích nhẹ; máy bay đã bị phá hủy. Thủ tục của Không quân Hoa Kỳ cho cuộc thao diễn "Split-S" đã được thay đổi, đòi hỏi cả phi công lẫn bộ điều khiển để sử dụng độ cao trên mặt đất (AGL).
- Vào ngày 26 tháng 1 năm 2015, một chiếc F-16D của Hy Lạp đã bị rơi trong khi thực hiện một cuộc tập trận ở Albacete, Tây Ban Nha. Cả hai phi công và 9 lính Pháp trên mặt đất đã chết khi máy bay rơi xuống đường bay, làm hư hại hai chiếc AMX của Ý, hai chiếc Alpha Jets của Pháp và một chiếc Mirage 2000 của Pháp.
- Vào ngày 7 tháng 7 năm 2015, một chiếc F-16CJ va chạm với một chiếc Cessna 150M trên Moncks Corner, Nam Carolina, Hoa Kỳ. Phi công của chiếc F-16 đã thoát ra an toàn, nhưng cả hai người ở chiếc Cessna đều bị thiệt mạng.

## Biến thể
Các model F-16 đã được tiêu thụ với số lượng nhiều và cũng có nhiều phiên bản cải tiến. Các gói sản xuất gồm cả những phiên bản một và hai chỗ ngồi. Một Chương trình Nâng cấp theo Giai đoạn Đa quốc gia (MSIP) phức tạp đã được đưa ra để dần nâng cấp chiếc F-16 và có hiệu lực áp dụng nâng cấp với những chiếc đã được giao hàng.

### F-16A/B
F-16A/B là chiếc đầu tiên được trang bị radar xung doppler AN/APG-66 của Westinghouse, động cơ tuốc bin cánh quạt Pratt & Whitney F100-PW-200 14.670 lbf (64.9 kN), 23.830 lbf (106.0 kN) khi sử dụng buồng đốt lần hai. Không quân Hoa Kỳ đã mua 674 chiếc F-16A và 121 chiếc F-16B, việc giao hàng đã hoàn thành tháng 3 năm 1985.
Gói 1Những gói ban đầu (Gói 1/5/10) với sự khác biệt nhỏ giữa từng chiếc. Đa số chúng sau đó đã được nâng cấp theo tiêu chuẩn Gói 10 đầu thập niên 1980. Có 94 chiếc thuộc Gói 1, 197 chiếc Gói 5, và 312 chiếc Gói 10 đã được chế tạo. Gói 1 là phiên bản sản xuất ban đầu với nón mũi sơn màu đen.
Gói 5Thực tiễn cho thấy chiếc nón mũi màu đen là một đặc điểm nhận dạng dễ dàng ở tầm xa đối với những chiếc thuộc Gói 1, vì thế màu nón mũi sau đó được đổi thành xám khó nhận biết hơn với những chiếc thuộc Gói 5. Trong thời gian hoạt động của chiếc F-16 Gói 1, thực tế cho thấy nước mưa có thể đọng tại một số điểm bên trong thân máy bay, vì thế các lỗ thoát nước đã được khoan vào phần thân trước và đuôi cho những chiếc máy bay Gói 5.
Gói 10Liên bang Xô viết đã giảm đáng kể số lượng titan xuất khẩu cuối thập niên 1970, vì thế các nhà sản xuất F-16 đã phải dùng nhôm thay thế. Các biện pháp mới cũng được áp dụng: nhôm nhăn được cho thêm vào bề mặt epoxy của máy bay Gói 10, thay thế phương pháp nhôm rỗ tổ ong dán vào bề mặt epoxy của những chiếc sản xuất trước kia.
Gói 15Thay đổi lớn đầu tiên của F-16, máy bay Gói 15 có cánh ổn định ngang lớn hơn, tăng thêm hai mấu cứng tại cửa hút khí dưới mũi, radar AN/APG-66 cải tiến, tăng tải trọng cho các mấu cứng dưới cánh. F-16 đã được trang bị radio Have Quick II UHF. Để giải quyết tải trọng tăng do hai mấu cứng mới, cánh ổn định ngang được mở rộng thêm 30%. Máy bay gói 15 là biến thể với số lượng chế tạo lớn nhất của F-16, với 983 đã được chế tạo. Chiếc cuối cùng đã được giao cho Thái Lan năm 1996.
Gói 15 OCUTừ năm 1987 máy bay Gói 15 đã được chuyển giao theo tiêu chuẩn Nâng cấp Khả năng Hoạt động (OCU), với các đặc điểm như, động cơ tuốc bin cánh quạt F100-PW-220 cải tiến với các giao diện điều khiển số, khả năng sử dụng các tên lửa AGM-65, AMRAAM, và AGM-119 Penguin, các biện pháp phản công và buồng lái được nâng cấp, máy tính mạnh hơn và các cổng dữ liệu. Trọng lượng cất cánh tối đa của nó tăng lên tới 37.500 lb (17.000 kg). 214 chiếc đã được nâng cấp theo tiêu chuẩn này, và một số chiếc thuộc Gói 10 và trước đó.
Gói 20150 chiếc Gói 15 OCU cho Trung Hoa Dân quốc (Đài Loan) với khả năng cao nhất của những chiếc F-16 C/D Gói 50/52: mấu cứng mang AGM-45 Shrike, AGM-84 Harpoon, AGM-88 HARM, và LANTIRN. Các máy tính trên khoang chiếc máy bay thuộc Gói 20 cao cấp hơn nhiều so với trên các phiên bản trước đó, với tổng tốc độ tính toán lên tăng hơn 740 lần và tổng dung lượng bộ nhớ tăng 180 lần so với máy bay thuộc Gói 15 OCU.

### F-16C/D

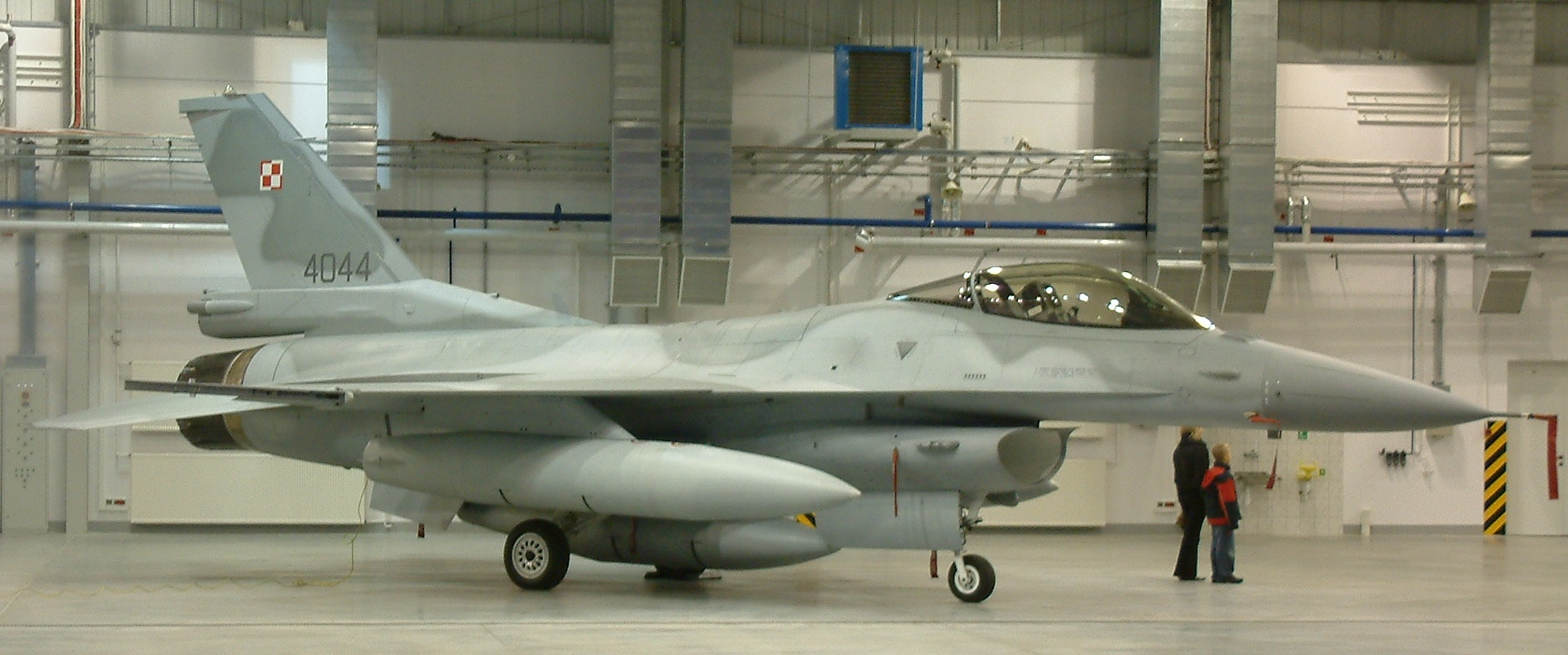
F-16C Gói 52+ của Không quân Ba Lan

Gói 25Chiếc F-16C Gói 25 cất cánh lần đầu tháng 6 năm 1984 và đi vào phục vụ trong Không quân Hoa Kỳ vào tháng 9. Chiếc máy bay này được trang bị radar AN/APG-68 của Westinghouse, khả năng tấn công chính xác ban đêm và sử dụng động cơ tuốc bin cánh quạt Pratt & Whitney F100-PW-220E, giao diện điều khiển số. Không quân Vệ binh Quốc gia và Bộ chỉ huy Đào tạo và Huấn luyện Không quân là những bên sử dụng duy nhất loại biến thể này với 209 chiếc đã được chuyển giao.
Gói 30/32Chiếc máy bay đầu tiên thuộc dự án Thay thế Động cơ Máy bay chiến đấu theo đó máy bay có thể được trang bị các động cơ Pratt & Whitney truyền thống hay lần đầu tiên được trang bị General Electric F110. Những chiếc có số '0' cuối sử dụng động cơ GE, những chiếc có số '2' cuối sử dụng động cơ Pratt & Whitney.
 Chiếc F-16 đầu tiên thuộc Gói 30 đi vào hoạt động năm 1987. Những khác biệt chính gồm tên lửa sử dụng AGM-45 Shrike và AGM-88 HARM. Từ Gói 30D máy bay được trang bị cửa hút khí lớn hơn thích hợp với loại động cơ GE, những chiếc thuộc Gói 32 không được sửa đổi theo cách này. 733 chiếc đã được chế tạo và giao hàng tới sáu nước. Máy bay Gói 32H/J được biên chế về phi đội thuyết trình bay Thunderbird của Không quân Mỹ được thành lập năm 1986 và 1987 và gồm một số trong những chiếc F-16 cũ nhất của Không quân. Những chiếc Gói 30 đã được nâng cấp thêm nhiều với Hệ thống Hoa tiêu Quán tính (EGI) từ Vệ tinh Định vị Toàn cầu (GPS) cho phép sử dụng bom JDAM và các vũ khí có độ chính xác cao khác (Xem danh sách Gói 50 dưới đây). Khả năng này cộng với thiết bị chỉ điểm mục tiêu Grumman LITENING làm tăng khả năng và thời gian sử dụng của những chiếc máy bay gói này. Những chiếc theo thiêu chuẩn Gói 30 căn bản thường được gọi là Viper Drivers bởi phiên bản F-16C++ (đánh vần là 'plus plus').
Gói 40/42 (F-16CG/DG)Đi vào sử dụng năm 1988, Gói 40/42 là biến thể tấn công mọi thời tiết/ngày và đêm cải tiến với hệ thống chỉ điểm mục tiêu LANTIRN, khả năng hoạt động ban đêm khiến nó được đặt tên "Night Falcons". Gói này được tăng cường khả năng chất tải ngoài để mang LANTIRN, radar và thiết bị thu GPS. Từ năm 2002 Gói 40/42 đã tăng danh sách vũ khí có thể sử dụng gồm JDAM, JSOW, WCMD và (tăng cường) EGBU-27. Cũng được tích hợp vào gói này là các hệ thống ánh sáng tương thích ANVIS. Thiết bị TCTO (Time Compliance Technical Order) bổ sung cho các hệ thống tương thích NVIS đã được hoàn thành năm 2004. 615 chiếc máy bay đã được chuyển giao cho 5 nước.
Gói 50/52 (F-16CJ/DJ)Gói 50/52 lần đầu tiên được giao hàng cuối năm 1991; những chiếc máy bay được trang bị Hệ thống định vị toàn cầu/Hệ thống dẫn đường quán tính cải tiến. Máy bay có thể mang thêm nhiều loại vũ khí tiên tiến hơn; tên lửa AGM-88 HARM, JDAM, JSOW và WCMD. Máy bay Gói 50 sử dụng động cơ F110-GE-129 Trong khi những chiếc Gói 52 dùng động cơ F100-PW-229.
Gói 50/52 Plus (F-16U)Do Không quân Ba Lan đặt hàng. Máy bay được trang bị hệ thống điện tử hiện đại nhất (gồm cả Hệ thống Ngụy trang Kéo theo ALE-50) và đã tích hợp sẵn khả năng sử dụng Conformal Fuel Tanks (CFTs). Ngày 9 tháng 11 năm 2006, thông tin được tiết lộ cho biết những chiếc F-16 của Ba Lan sẽ được đặt tên là Jastrzab (Hawk). Những chiếc F-16 này sẽ có khả năng phục vụ hạn chế vào năm 2008 và những chiếc cuối cùng sẽ được giao hàng vào năm 2012. Không quân Hy Lạp đã đặt hàng phiên bản này với CFT. Tất cả khung những chiếc "Plus" hai chỗ ngồi đều được lắp đặt Avionics Dorsal Spine mở rộng làm tăng thêm thể tích 30 feet khối (850 L) để lấy chỗ cho thêm các hệ thống điện tử và chỉ làm tăng rất ít trọng lượng cũng như lực cản. Phiên bản này thỉnh thoảng được gọi là F-16U và là nền tảng của F-16E/F Gói 60. Không quân Cộng hoà Singapore (RSAF) cũng đặt hàng các phiên bản hai chỗ ngồi của Gói 52+. Đơn hàng mới nhất của Singapore gồm một kiểu máy bay được đồn là có tính năng giống hệt với loại hiện đại F-16I, nhưng được đặt tên định danh khác nhằm tránh một số chi tiết nhạy cảm. Các phiên bản D+ mới nhất do Không quân Cộng hòa Singapore đặt hàng có cùng kiểu ăngten, vị trí cảm biến, kiểu bố trí buồng lái với F-16I. Những chiếc máy bay này cũng được trang bị hệ thống ngắm tích hợp trên mũ bay DASH-3, thùng dầu phụ 600-Gallon, CFT, AMRAAM, HARM và các vũ khí chỉ điểm laser, hoàn toàn thích hợp cho các nhiệm vụ tầm xa. Không quân Pakistan đã đặt hàng 18 chiếc F-16 Gói 52 Plus với quyền lựa chọn mua thêm 18 chiếc khác như một phần của gói vũ khí $5.1. Những chiếc F-16 của Pakistan sẽ được trang bị AIM-120C5 AMRAAM, AIM-9M-8/9, JDAM, Harpoon Block II, Hệ thống tín hiệu tích hợp trên mũ bay, CFT và có thể cả IRIS-T.

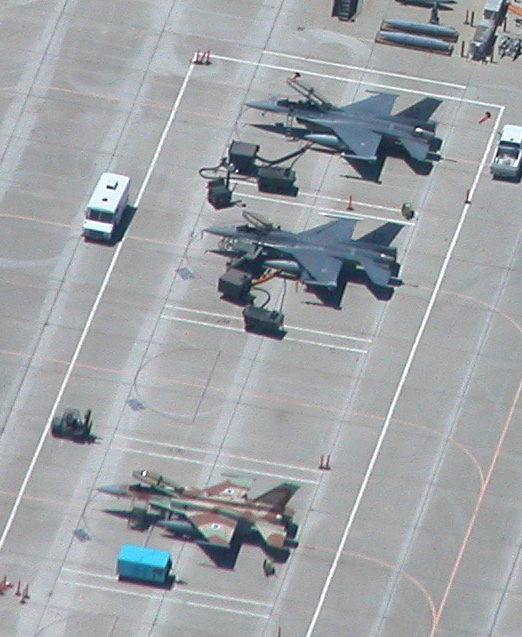
F-16I (bên dưới) với hai chiếc F-16D tại Căn cứ Không quân Edwards năm 2004

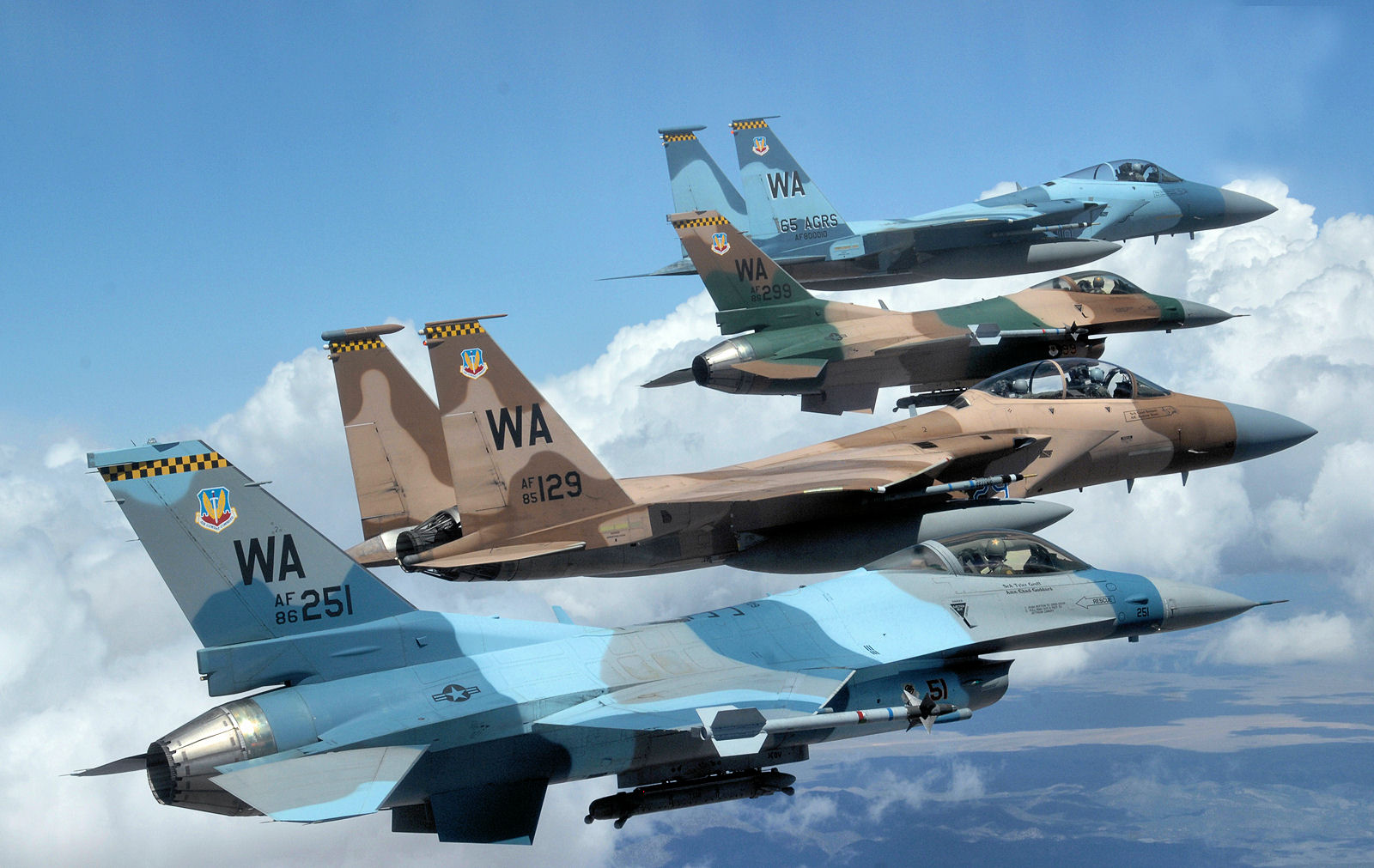
F-15 và F-16 của không quân Hoa Kỳ

F-16IGói 50/52 cho Lực lượng Phòng vệ Israel - Không quân, với gần 50% hệ thống điện tử Israel thay thế cho các hệ thống Hoa Kỳ (như thiết bị ngụy trang kéo theo của Israel thay thế cho ALE-50). Các hệ thống thay thế của Israel cho phép các cuộc diễn tập có thể được thực hiện độc lập với các hệ thống chỉ huy dưới đất, và thiết bị ngắm tích hợp trên mũ bay cũng là một trang bị tiêu chuẩn. F-16I cũng có những thùng nhiên liệu phụ do Công nghiệp Hàng không Israel tự chế tạo. F-16I được Lực lượng Phòng vệ Israel/Không quân gọi là Sufa (Cơn bão). Chiếc máy bay sử dụng F100-PW-229 tương đương với những chiếc F-15I của Lực lượng Phòng vệ Israel/Không quân. Tháng 9 năm 1997 Israel đã đưa ra yêu cầu và lựa chọn F-16 thay vì F-15 vào tháng 7 năm 1999. Một hợp đồng "Peace Marble V" được ký kết ngày 14 tháng 1 năm 2000 với một hợp đồng kế tiếp được ký ngày 19 tháng 12 năm 2001 cho tổng cộng 102 chiếc. Chuyến bay đầu tiên của F-16I diễn ra ngày 23 tháng 12 năm 2003, tiếp theo là đợt giao hàng đầu tiên cho Lực lượng Phòng vệ Israel/Không quân ngày 19 tháng 2 năm 2004.
F-16 CCIPCommon Configuration Implementation Program (CCIP) là chương trình với mục tiêu tiêu chuẩn hóa toàn bộ những chiếc F-16 thuộc các Gói 40/42/50/52 F-16 lên mức 50/52 để đơn giản hóa quy trình huấn luyện và bảo dưỡng. Chương trình trị giá 2 tỷ dollar này được đưa ra tháng 9 năm 2001. Ngoài ra, CCIP sẽ được tích hợp khả năng Link-16 kết nối dữ liệu với MIDS để chia sẻ thông tin với máy bay đồng minh, và Hệ thống tín hiệu tích hợp trên mũ bay (JHMCS) với mục đích tương thích sử dụng AIM-9X.

### F-16E/F

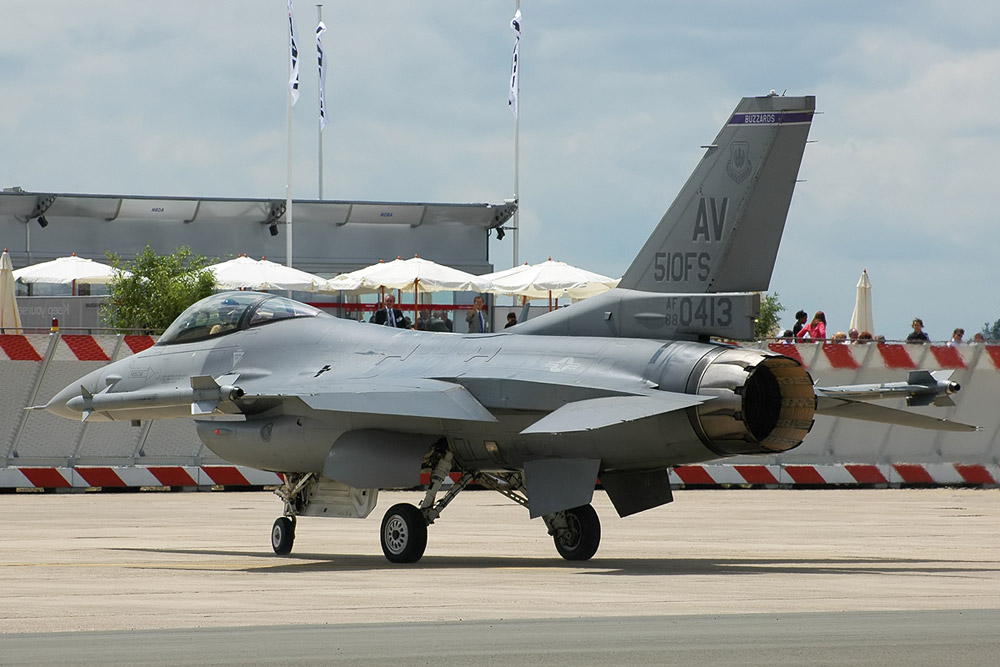
F-16 tại triển lãm hàng không Paris 2007

Gói 60Dựa trên F-16C/D, chúng có đặc điểm có khả năng mang thùng dầu phụ trong và các hệ thống điện tử cũng như radar cải tiến; loại này chỉ được bán cho Các tiểu vương quốc Ả Rập thống nhất. Động cơ F110-132 của General Electric là sự phát triển của model -129 và có tỷ lệ 32.500 lbf (144 kN). Một khác biệt chính so với những chiếc f-16 thuộc những gói trước đó là radar quét mạng điện tử chủ động (AESA) AN/APG-80 của Northrop Grumman. Gói 60 cho phép máy bay mang tất cả những loại vũ khí tương thích với Gói 50/52 cũng như ASRAAM và Tên lửa đối đất AGM-84E (SLAM). Thùng dầu phụ cung cấp thêm 450 US gallon (2.045 lít) nhiên liệu tăng tầm và thời gian hoạt động. Đặc điểm này giúp giải phóng mấu cứng treo ngoài cho vũ khí. Kênh dữ liệu MIL-STD-1553 được thay thế bằng MIL-STD-1773 kênh dữ liệu quang với khả năng xử lý dữ liệu lớn gấp 1000 lần. Trên lý thuyết, chiếc máy bay có thể được Không quân Hoa Kỳ đặt mua, nhưng trên thực tế Không quân cho thấy ít quan tâm tới việc mua thêm F-16 mới trong bối cảnh họ đã có một phi đội máy bay lớn tại Trung tâm Bảo dưỡng và Cải tạo hàng không và đang có kế hoạch nhận những chiếc F-35 Lightning II mới vào cuối thập kỷ này.
Một phiên bản một chỗ ngồi của General Dynamics F-16XL được đặt tên định danh là F-16E, biến thể hai chỗ ngồi được gọi là F-16F. Chiếc máy bay này đã bị Không quân loại và lựa chọn F-15E Strike Eagle trong những cuộc thử nghiệm Máy bay Chiến thuật Hiện đại hồi thập niên 1980.

### F-16V Block 70/72

#### F-16V Block 70/72
Phiên bản mới của F-16 được Lockheed Martin giới thiệu ngày 15 tháng 2 năm 2012 tại Singapore Airshow 2012. F-16V được trang bị radar quét mảng pha chủ động (AESA) AN/APG-83, máy tính và khung thân nâng cấp, cùng buồng lái cải tiến. Biến thể mới này được đặt định danh là "Viper", được thiết kế để tiệm cận với các máy bay chiến đấu thế hệ 5. Tuy vậy, không nên nhầm lẫn biến thể này với biến thể Lockheed F-16IN Block 70/72 "Super Viper" được định hướng cung cấp cho Ấn Độ và được đưa ra trình diễn trước đó trong Aero India Air Show 2009.

#### F-21
Ngày 20 tháng 2 năm 2019, Lockheed Martin đã công bố kế hoạch phát triển dòng máy bay chiến đấu mới dựa trên cơ sở F-16V Block 70 được thiết kế đặc biệt theo yêu cầu của Không quân Ấn Độ. Biến thể này được đặt định danh bởi nhà sản xuất là F-21, chúng sẽ được sản xuất ở Ấn Độ bởi liên doanh Lockheed Martin với Tata Advanced Systems trong một hợp đồng trị giá 15 tỷ dollars.

### Biến thể khác

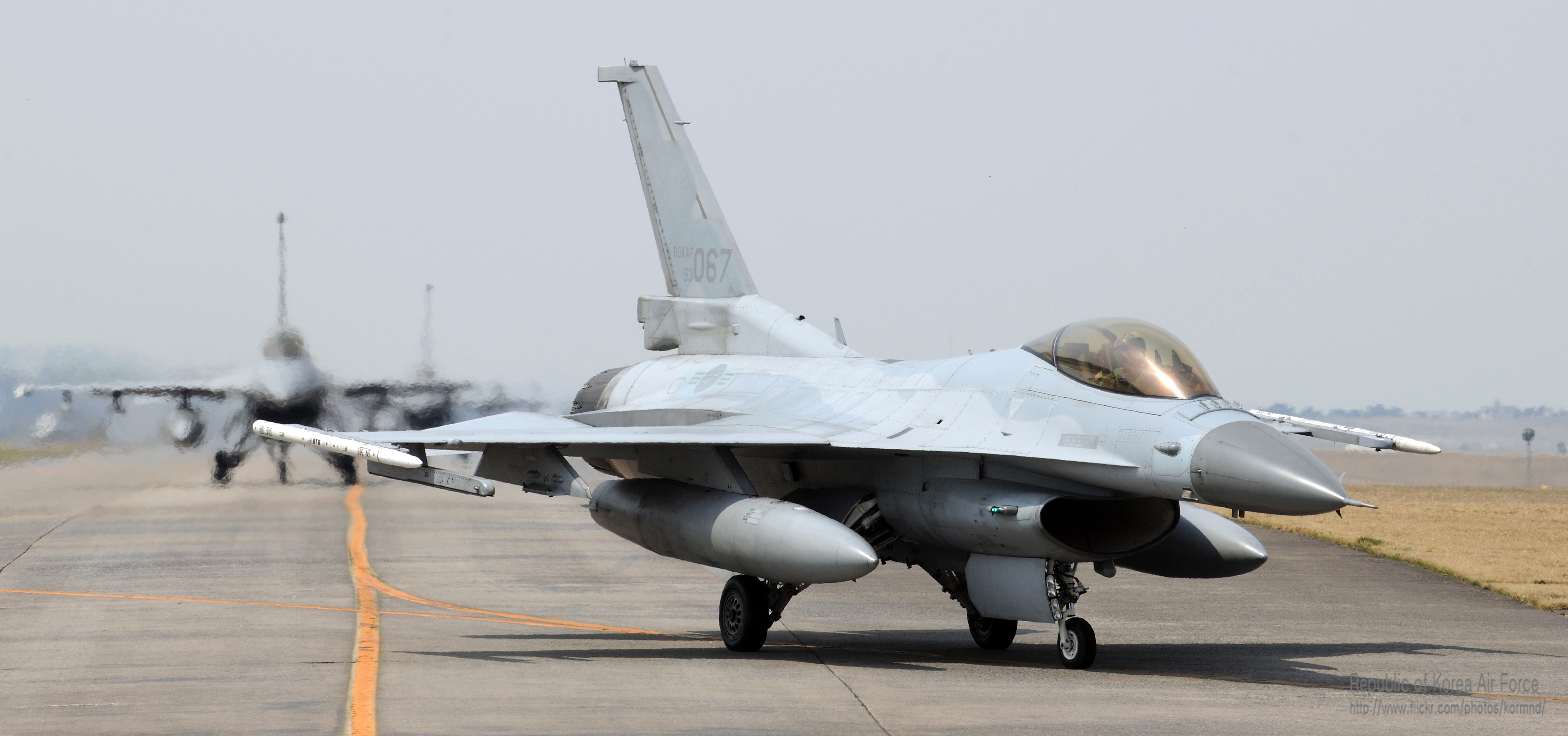
ROKAF KF-16

F-16/79Biến thể sửa đổi xuất khẩu F-16A được thiết kế sử dụng loại động cơ tuốc bin phản lực đã lỗi thời J79 theo chỉ thị của Tổng thống Jimmy Carter về hạn chế phổ biến vũ khí bằng cách chỉ bán các loại vũ khí có khả năng thấp. Tuy nhiên, nhiều chiếc đặc thù đã được sản xuất, theo chính sách mới nới rộng hơn sau này của Tổng thống Carter và sự hủy bỏ lệnh cấm thời Tổng thống Ronald Reagan, cuối cùng không chiếc nào được bán. Pakistan đã được chào loại này nhưng đã từ chối.
F/A-16Phiên bản F-16 sửa đổi mục đích chuyên biệt hỗ trợ tầm gần trên không. Chiếc F-16 được trang bị một pháo 30 mm GAU-13/A bốn nòng xuất phát từ loại pháo bảy nòng GAU-8/A đã được sử dụng trên chiếc A-10. Hai tư chiếc F-16A/B đã được sửa đổi theo kiểu này. Kiểu thiết kế này không mang lại thành công và kế hoạch đã bị hủy bỏ.
F-16/101F-16A sửa đổi được thiết kế sử dụng động cơ tuốc bin cánh quạt General Electric F101 từ chương trình B-1A. GE đã cố sửa chữa động cơ để sử dụng cho máy bay chiến đấu, nhưng nó không bao giờ được chấp nhận cho loại F-16. Dữ liệu từ F-16/101 đã được sử dụng cho việc phát triển động cơ tuốc bin cánh quạt F110.
F-16ADFGói cải tiến 15 thành những chiếc máy bay chiến đấu với nhiệm vụ đánh chặn cho Vệ binh Không quân Quốc gia (vì thế được đặt tên là Máy bay chiến đấu Phòng không). Bắt đầu năm 1989, 270 chiếc đã được nâng cấp. Hệ thống điện tử được cải tiến (gồm lắp đặt thêm một thiết bị dò IFF với các ăngten "bird slicing" IFF), và một đèn tín hiệu phía trước bên dưới buồng lái, để nhận dạng ban đêm. Đây là phiên bản duy nhất của Hoa Kỳ được trang bị tên lửa không đối không AIM-7 Sparrow. Bắt đầu từ năm 1994 các máy bay này đã được thay thể bằng các phiên bản F-16C mới hơn. Tới năm 2005 chỉ North Dakota ANG sử dụng biến thể này.
F-16AMPhiên bản máy bay chiến đấu một chỗ ngồi cải tiến của F-16A. F-16AM được sử dụng trong Không quân Bỉ, Không quân Bồ Đào Nha, Không quân Hoàng gia Đan Mạch, Không quân Hoàng gia Hà Lan, Không quân Hoàng gia Na Uy và Không quân Pakistan.
F-16A(R)Vài chiếc F-16A của Không quân Hoàng gia Hà Lan được trang bị các thiết bị trinh sát. Loại máy bay này được đặt tên định danh F-16A(R).
F-16BMPhiên bản huấn luyện hai chỗ ngồi cải tiến của F-16B. F-16BM được sử dụng trong Không quân Bỉ, Không quân Bồ Đào Nha, Không quân Hoàng gia Đan Mạch, Không quân Hoàng gia Hà Lan, Không quân Hoàng gia Na Uy và Không quân Pakistan.
F-2A/B(FS-X)Biến thể F-16 Nhật Bản do Mitsubishi Heavy Industries sản xuất, với sự hợp tác từ Lockheed Martin. Chiếc máy bay này lớn hơn và chủ yếu sử dụng các hệ thống điện tử Nhật Bản.
F-16XLMột phiên bản cranked-arrow cánh tam giác được NASA sử dụng nghiên cứu hàng không, từng được coi là một đối thủ cạnh tranh tiềm tàng của chương trình Máy bay chiến đấu Chiến thuật Cải tiến, sau này loại F-15E Strike Eagle đã giành thắng lợi. Nếu F-16XL đi vào giai đoạn sản xuất, nó sẽ được đặt tên định danh F-16E/F (một/hai chỗ ngồi). Hai chiếc đã được chế tạo, một phiên bản một chỗ ngồi, một phiên bản hai chỗ ngồi.
RF-16C/F-16RPhiên bản trinh sát mang theo gói thiết bị ATARS.
F-16 MLU(Nâng cấp giữa thời gian sử dụng) Một phiên bản cải tiến của F-16 A/B theo tiêu chuẩn Gói 50 cho Không quân Hoàng gia Hà Lan, Không quân Bỉ, Không quân Pakistan, Không quân Hoàng gia Đan Mạch, Không quân Hoàng gia Na Uy và Không quân Bồ Đào Nha. Chiếc máy bay này được đặt tên là F-16AM và F-16BM.
F-16N22 máy bay Gói 30 được giao hàng cho Hải quân Mỹ sử dụng làm đối thủ giả. Những chiếc máy bay này được giao hàng trong giai đoạn 1987-1988. VF-126 và Navy Fighter Weapons School (NFWS) (hay TOPGUN) điều hành chúng tại NAS Miramar. Các phi đội bảo vệ bờ biển phía Đông là VF-43 tại NAS Oceana và VF-45 tại NAS Key West. Mỗi phi đội có một TF-16N và 5 F-16N, ngoại trừ TOPGUN có 7. Vì cường độ cao liên tục trong huấn luyện chiến đấu, cánh của những chiếc máy bay này bắt đầu rạn và Hải quân đã thông báo cho chúng nghỉ năm 1994 và gửi tới AMARC năm 1995. Khi được dùng làm máy bay địch giả, chúng nổi bật với màu sơn lòe loẹt. Đa số máy bay F-16N của Hải quân được sơn tông ba màu xanh xám kiểu "con ma". TOPGUN có một số chiếc lòe loẹt hơn: tông ba màu xa mạc, một xanh nhạt và một xanh lá cây với các dấu hiệu Hải quân. VF-126 cũng có một chiếc duy nhất sơn màu xanh. Năm 2002 Hải quân bắt đầu nhận 14 chiếc F-16A và kiểu B từ AMARC vốn được dự định xuất khẩu cho Pakistan trước khi có lệnh cấm vận. Chúng được NSAWC N7 (TOPGUN) dùng làm đối thủ giả trong huấn luyện và được sơn các tông kỳ lạ.
TF-16NBốn chiếc hai chỗ ngồi đã được chuyển giao cho Hải quân Mỹ làm đối thủ giả trong huấn luyện. Mỗi phi đội trong ba phi đội địch giả của Hải quân đều được trang bị F-16 và TOPGUN có một chiếc phiên bản này.
KF-16120 chiếc do Korean Aerospace Industries (KAI) chế tạo theo giấy phép của Lockheed Martin trong những năm 1990. Có hai biến thể của KF-16. Biến thể thứ nhất với 12 chiếc đầu tiên được chuyển giao cho Không quân Hàn Quốc (ROKAF) năm 1994; dựa trên kiểu F-16C/D Gói 32. Biến thể thứ hai, cũng được giới thiệu cùng năm 1994; là kiểu F-16C/D Gói 52 hiện đại hơn với 2.500 thiết bị đã được thay đổi so với nguyên bản trên chiếc F-16C/D, điều này khiến cho máy bay được đặt tên là "KF-16" chứ không phải "F-16K". Tất cả những chiếc KF-16 đều có khả năng mang theo và phóng tên lửa đối hạm Harpoon.
F-16 VISTA / MATV / NF-16DMáy bay thực nghiệm F-1 của Lockheed-Martin với bộ phận phụt chỉnh hướng. Chương trình VISTA được coi là thành công, những bộ phận phụt chỉnh hướng (TVC) không bao giờ được đưa vào các phiên bản chiến đấu.
AFTI/F-16

## Bên sử dụng

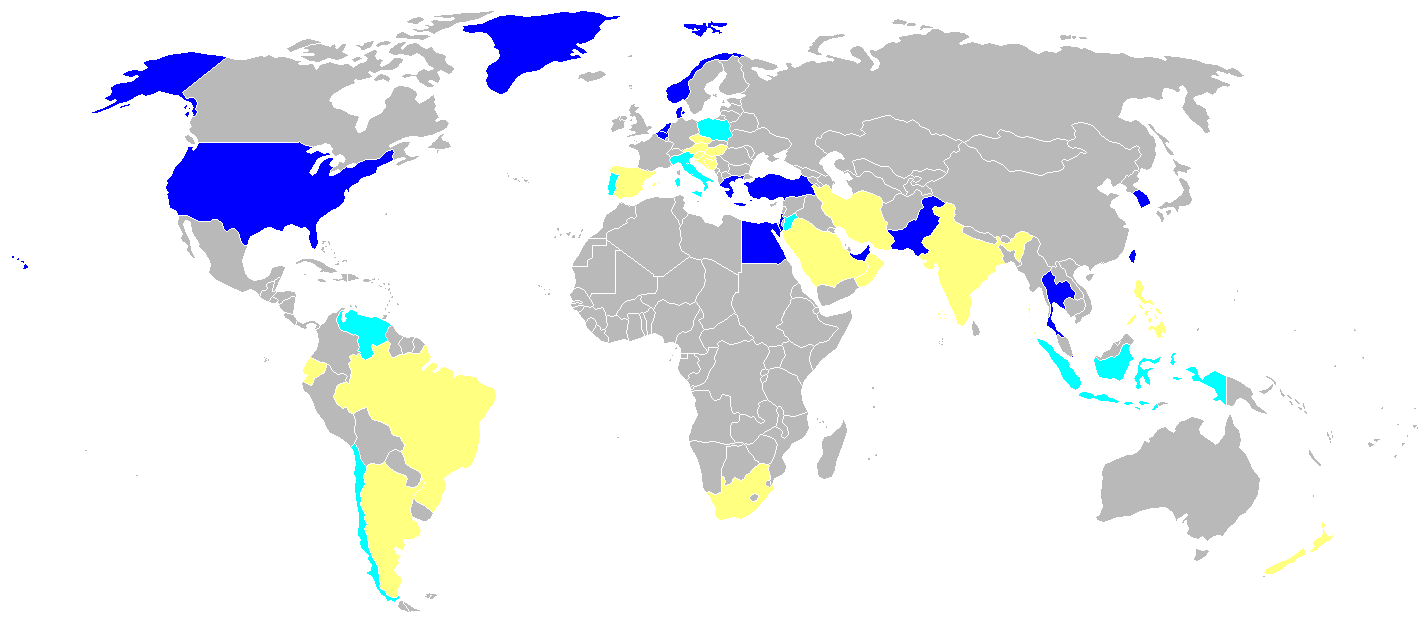
Các nước sử dụng F-16, số lượng lớn màu xanh, nhỏ màu xanh nhạt, và đề xuất hay đã hủy bỏ sử dụng màu vàng.

- Bahrain: Không quân Hoàng gia Bahrain (22)
- Bỉ: Không quân Bỉ (70)
- Chile: Không quân Chile (28)
- Đan Mạch: Không quân Hoàng gia Đan Mạch (78)
- Ai Cập: Không quân Ai Cập (220)
- Hy Lạp: Không quân Hy Lạp (132 +30 đang đặt hàng)
- Jordan: Không quân Hoàng gia Jordan (36)
- Indonesia: Không quân Indonesia (12; Kế hoạch nâng cấp những chiếc F-16A/B của họ thành phiên bản F-16C/D và cũng có kế hoạch thay thế những chiếc F-5E/F bằng F-16C/D như một khả năng lựa chọn.[49])
- Israel: Không quân Israel (362)
- Ý: Không quân Italia (34; thuê từ Không quân Mỹ)
- Hà Lan: Không quân Hoàng gia Hà Lan (106)
- Na Uy: Không quân Hoàng gia Na Uy (72)
- Oman: Không quân Hoàng gia Oman (12)
- Pakistan: Không quân Pakistan (34 +44 đang đặt hàng)
- Ba Lan: Không quân Ba Lan (48)
- Bồ Đào Nha: Không quân Bồ Đào Nha (45)
- Singapore: Không quân Cộng hoà Singapore (62)
- Đài Loan: Không quân Đài Loan (216)
- Hàn Quốc: Không quân Hàn Quốc (180)
- Thái Lan: Không quân Hoàng gia Thái Lan (61)
- Thổ Nhĩ Kỳ: Không quân Thổ Nhĩ kỳ (216 +30 đang đặt hàng, sản xuất theo giấy phép bởi Công nghiệp Hàng không Thổ Nhĩ Kỳ)
- UAE: Không quân Các Tiểu Vương quốc Ả Rập Thống nhất (80)
- Hoa Kỳ
  - Không lực Hoa Kỳ (2.507; một số sau đó đã được bán cho các nước khác)
  - Hải quân Hoa Kỳ (40)
- Venezuela: Không quân Venezuela (24)

### Giá
Đơn giá:
- F-16A/B: US$14.6 triệu (1998)
- F-16C/D: US$18.8 triệu (1998)
- F-16E/F: US$26.9 triệu (1998)
- F-16I: ~US$70 triệu (2006)[50]

### Những đề xuất bán hàng hiện tại
Bộ Quốc phòng Ấn Độ đang tìm mua 126 chiếc máy bay chiến đấu hiện đại để bắt đầu thay thế những chiếc MiG-21 đã cổ lỗ của họ, và những chiếc F-16 của Lockheed Martin chính là một trong những đối thủ cạnh tranh trong gói thầu này; tuy nhiên, Không quân Ấn Độ đã loại F-16 khỏi cuộc cạnh tranh Máy bay Chiến đấu Cỡ trung Đa nhiệm (M-MRCA), loại máy bay trúng thầu là loại Rafale của Pháp.
Tháng 11 năm 2006, Không quân Pakistan đã ký Thư chấp nhận (LOA) cho 18 chiếc F-16C/D Gói 52+, và 26 chiếc F-16A/B Gói 15 và 60 chiếc M3 cải tiến như một phần của kế hoạch mua hàng trị giá 5.1 tỷ dollar bao gồm máy bay, cơ sở hạ tầng liên quan, huấn luyện và vũ khí. Việc giao hàng những chiếc F-16A/B được chờ đợi sẽ bắt đầu vào năm 2007, trong khi những chiếc F-16C/D đặt hàng lúc đầu sẽ được giao trong khoảng 2008 hoặc đầu 2009. Chương trình mua những chiếc mới chế tạo cũng như sáu mươi chiếc cải tiến nâng cấp hiện nay được cho là sẽ hoàn thành trong khoảng 2010-2012, theo Tổng tư lệnh Tanvir Mahmood Ahmed thuộc Không quân Pakistan. Tháng 4 năm 2006, Janes Defence Weekly thông báo rằng Không quân Pakistan có thể mua thêm 33 chiếc F-16C/D Gói 52+ - chúng dường như sẽ gồm 18 lựa chọn 18 Gói 52+ so với hợp đồng hiện tại.
Không quân Philippine (PAF) cũng đã thể hiện sự quan tâm tới chiếc F-16 nhưng kế hoạch mua máy bay chiến đấu đa nhiệm vụ hiện đại của họ để thay thế loại F-5A/B Freedom Fighters đã cũ đã bị hủy bỏ vì những lý do kinh tế bởi những chiến dịch chống nổi loạn hiện đang là ưu tiên chính của họ. Giữa thập niên 1990, Không quân Philippine đã không trả lời một đề xuất bán 28 chiếc F-16A/B Gói 15 OCU từ phía Hoa Kỳ, vì chúng bị cấm vận không được bán cho Pakistan.
Không quân Trung Hoa Dân quốc (Đài Loan), đang có nhu cầu về loại máy bay chiến đấu thế hệ tiếp theo để thay thế phi đội F-16 A/B Gói 20, đã bày tỏ sự quan tâm tới loại F-35 Lightning II mới. Tuy nhiên, vì các lý do chính trị, không có vẻ quốc đảo này sẽ có khả năng mua được loại máy bay hiện đại đó trong tương lai gần. Vì thế Không quân Đài Loan đã lựa chọn tới 66 chiếc F-16C/D Gói 50/52 mới làm loại máy bay chiến đấu thay thế tạm thời của họ. Điều này vẫn đang gây tranh cãi ở Đài Loan từ phía cả Quốc Dân Đảng và Bắc Kinh.
Trong khi MiG-29 Nga bán ế ở Trung Đông thì các đối thủ chính của nó, F-16 Fighting Falcon bán rất chạy. Do đơn đặt hàng của Oman trị giá tới 3,5 tỷ USD, hãng Lockheed Martin sẽ phải tiếp tục duy trì sản xuất máy bay tiêm kích F-16 cho tới năm 2013-2015. Ả Rập Saudi cũng đặt mua F-15 Silent Eagle do Tập đoàn Boeing chế tạo với trị giá 30 tỷ USD. Quốc gia này cũng đã tuyên bố kế hoạch mua vũ khí, phương tiện kỹ thuật quân sự của Mỹ trong nhiều năm với tổng trị giá lên tới 60 tỷ USD
Không quân nhân dân Việt Nam đang là nước có tiềm năng để mua 2 phi đội F-16 để bổ sung vào đội bay Su-30 Và Su-27. F-16 đã được Lockheed Martin chào bán cho Việt Nam tại Triển Lãm Quốc Phòng Và An Ninh Việt Nam Năm 2019, nhưng do một số hạn chế cho nên khả năng Việt Nam mua F-16 không cao.

## Nhà sản xuất
- General Dynamics / Công ty Hàng không Lockheed Martin (USA)
- Chế tạo theo giấy phép:
  - Đan Mạch
  - Fokker (Hà Lan)
  - Kongsberg Vaapenfabrikk và các công ty khác (Na Uy)
  - Công nghiệp Hàng không Hàn Quốc (Hàn Quốc)
  - SABCA (Bỉ)
  - Công nghiệp Hàng không Thổ Nhĩ Kỳ (Thổ Nhĩ Kỳ)

## Đặc điểm kỹ thuật (F-16C Block 50)

### Tính năng chung
- Đội bay: 1
- Chiều dài: 49 ft 5 in (15.06 m)
- Sải cánh: 32 ft 8 in (9.96 m)
- Chiều cao: 16 ft (4.88 m)
- Diện tích cánh: 300 ft² (27.87 m²)
- Trọng lượng không tải: 8.936 kg (19.700 lb)
- Tải trọng: 12.003 kg (26.463 lb)
- Trọng lượng cất cánh tối đa: 16.875 kg (37.500 lb)
- Động cơ: 1 x Pratt & Whitney F100-PW-220 tuốc bin cánh quạt có tăng áp, lực đẩy: 64,9 kN (14.590 lbf); lực đẩy có tăng áp: 105,7 kN (23.770 lbf)
- Động cơ có thể sử dụng khác: 1 × động cơ General Electric F110-GE-100 tuốc bin cánh quạt có tăng áp, lực đẩy: 76,3 kN (17.155 lbf); lực đẩy có tăng áp: 128,9 kN (28.985 lbf)

### Đặc tính bay
- Tốc độ tối đa: Mach 2 (2120 km/h)
- Tầm bay tối đa:  4220 km (khi mang 2 thùng nhiên liệu phụ)
- Bán kính chiến đấu: 550 km (340 dặm, 295 hải lý) khi mang theo 4 quả bom 1.000 lb (454 kg)
- Trần bay: 15.239 m (50.000 ft)
- Tốc độ lên cao: 254 m/s (50.000 ft/phút)
- Áp lực cánh: 431 kg/m² (88.2 lb/ft²)
- Lực đẩy/khối lượng: F100 0.898; F110 1.095

### Vũ khí
Tải trọng vũ khí tối đa là 7,7 tấn, còn tải trọng chiến đấu thì thấp hơn, vào khoảng 6 tấn vũ khí (tải trọng chiến đấu là lượng vũ khí tối đa mà máy bay có thể mang theo mà vẫn có thể tác chiến hiệu quả, còn tải trọng tối đa là lượng vũ khí lớn nhất mà máy bay có thể mang theo khi cất cánh (nhưng không thể tác chiến hiệu quả do tầm bay bị rút xuống quá ngắn), vì vậy cùng 1 máy bay thì tải trọng vũ khí tối đa luôn lớn hơn khá nhiều so với tải trọng chiến đấu)
- Pháo: 1× Pháo nòng xoay 20mm (0.787 in) M61A1 Vulcan, 511 viên
- Rocket: 
  - 4 × Bệ phóng LAU-61/LAU-68 (mỗi cái với 19/7 × rocket Hydra 70 mm/APKWS[260], tương đối)
  - 4 × Bệ phóng LAU-5003 (mỗi cái với 19 × rocket CRV7 70 mm)
  - 4 × Bệ phóng LAU-10 (mỗi cái với 4 × rocket Zuni 127 mm)
- Tên lửa:
  - Tên lửa không đối không:
    - 2 × AIM-7 Sparrow
    - 6 × AIM-9 Sidewinder
    - 6 × AIM-120 AMRAAM
    - 6 × IRIS-T
    - 6 × Python-4
    - 6 × Python-5

  - Tên lửa không đối đất:
    - 6 × AGM-65 Maverick hay
    - 4 × AGM-88 HARM
    - AGM-158 JASSM

  - Tên lửa chống hạm:
    - 4× AGM-119 Penguin
    - 2x AGM-84 Harpoon
- Bom:
  - 8 × CBU-87 Combined Effects Munition
  - 8 × CBU-89 Gator mine
  - 8 × CBU-97 Sensor Fuzed Weapon
  - 4 × Bom đa chức năng Mark 84
  - 8 × Bom đa chức năng Mark 83
  - 12 × Bom đa chức năng Mark 82
  - 8 × GBU-39 SDB (SDB)
  - 4 × GBU-10 Paveway II
  - 6 × GBU-12 Paveway II
  - 4 × GBU-24 Paveway III
  - 4 × GBU-27 Paveway III
  - 4 × Bom tấn công trực diện phối hợp (JDAM)
  - 4 × AGM-154 JSOW
  - Wind Corrected Munitions Dispenser (WCMD)
  - Bom hạt nhân B61
  - Bom hạt nhân B83

## Văn hoá đại chúng
F-16 xuất hiện trong các bộ phim như Blue Thunder, Jewel Of The Nile, loạt phim Iron Eagle, X2, và The Sum Of All Fears. Nó cũng có mặt trong bộ phim truyền hình năm 1992 Afterburn.
Vì được sử dụng rộng rãi, F-16 đã trở thành loại máy bay thường thấy trong các trò chơi bay giả lập. Một số trong số chúng gồm:
- Loạt Falcon
- F-16 Fighting Falcon (1984)
- Jet (1989)
- Strike Commander của Origin Systems, Inc.
- iF-16 của Interactive Magic (1997)
- F-16 Multi-role Fighter của Novalogic (1998)
- F-16 Aggressor của General Simulation (1999)
- Falcon 4.0: Allied Force do Lead Pursuit sáng tạo
- Thrustmaster chế tạo một bộ thanh điều khiển hoàn toàn bằng kim loại giống hệt với bộ phận này của những chiếc F-16 Gói 40/50 được đặt tên là "HOTAS Cougar"

## Chủ đề liên quan
- Liên quan
  - AIDC F-CK-1 Ching-kuo
  - General Dynamics F-16XL
  - KAI T-50 Golden Eagle
  - Mitsubishi F-2
- Máy bay tương tự
  - Chengdu J-10
  - Dassault Mirage 2000
  - F/A-18 Hornet
  - F-20 Tigershark
  - HAL Tejas
  - IAI Lavi
  - JF-17 Thunder
  - Mikoyan MiG-29
  - JAS 39 Gripen
  - Eurofighter Typhoon
- Dãy
  - YF-12 - F-14 - F-15 - F-16 - YF-17 - F/A-18 - F-20
- Danh sách
  - Danh sách máy bay quân sự Hoa Kỳ đang hoạt động
  - Danh sách máy bay chiến đấu
  - Danh sách máy bay quân sự Hoa Kỳ
- Xem thêm
  - Máy bay chiến đấu thế hệ thứ 4
  - Dos Gringos
  - Thảm hoạ Green Ramp